# Hardik Singh
Hardik Singh (Khusropur, 23 de setembro de 1998) é um jogador de hóquei sobre a grama indiano.

## Carreira
Depois de se tornar o vice-capitão da equipe júnior indiana, Hardik fez sua estreia internacional sênior no Troféu dos Campeões Asiáticos de Hóquei Masculino de 2018. Ele integrou a Seleção Indiana de Hóquei sobre a grama masculino nos Jogos Olímpicos de Verão de 2020 em Tóquio, quando conquistou a medalha de bronze após derrotar a equipe alemã por 5–4. Nos Jogos Olímpicos de Verão de 2024, em Paris, conquistou a medalha de bronze no torneio masculino do hóquei sobre a grama, após vencer confronto contra a equipe espanhola por 2–1.